# Elecciones municipales de Venezuela de 1984
Las elecciones municipales de Venezuela de 1984 se realizaron el 24 de mayo de ese año para elegir a los concejales municipales, el partido Acción Democrática obtuvo la mayoría en los 198 distritos de 202, a diferencia de 1979 cuando Copei obtuvo la mayoría. La abstención fue del 45,16% de los votos.

## Historia
Estas fueron las últimas elecciones realizadas para elegir autoridades distritales, es decir, a los concejales municipales de la cabecera del distrito; a su vez, fueron las últimas elecciones municipales realizadas bajo el modelo de voto lista o Representación proporcional, impuesto como ley electoral desde 1958. A partir de 1989, los Distritos fueron abolidos, y el sistema electoral fue reformado para dar paso al sistema electoral mixto, así como la celebración simultánea de elección directa de Alcaldes y Gobernadores.

## Resultados
|  | 52,04 % |

|  | 21,71 % |

|  | 7,21 % |

|  | 3,27 % |

|  | 2,65 % |

|  | 2,35 % |

|  | 1,62 % |

|  | 1,37 % |

|  | 5,04 % |

|  | 55,84 % |